# Primärdaten
Primärdaten, auch Rohdaten oder Urdaten, sind diejenigen Daten, die bei einer Beobachtung, einer Messung oder einer Datenerhebung unmittelbar gewonnen werden und die noch unbearbeitet vorliegen. Im Gegensatz dazu stehen die abgeleiteten Sekundärdaten (prozessierte Daten), die bei der Rohdatenverarbeitung aus den Primärdaten gewonnen werden.
Primärdaten bei physikalischen Messungen nennt man Messdaten oder Messwerte.
Gelegentlich unterscheidet man Primärdaten und Rohdaten wie folgt: Rohdaten sind alle Daten, die bei einer Beobachtung, einer Messung oder einer Datenerhebung erhoben werden; Primärdaten sind die Daten, die als Teilmenge der Rohdaten zur Forschung herangezogen werden.
Primärdaten liegen in dem Format vor, in dem sie bei der ursprünglichen Beobachtung, Messung oder Datenerhebung aufgezeichnet werden. Es kann sich um eine Aufzeichnung auf Papier oder um ein elektronisch erzeugtes Rohdatenformat handeln, das als Datei, Bild, Datensatz in einer Datenbank oder in einem anderen digitalen Format gespeichert wird. Primärdaten werden bei der Aufzeichnung häufig um Metadaten ergänzt. Die Metadaten enthalten wesentliche Informationen zu Merkmalen der Primärdaten und sind somit Bestandteil der Primärdaten.

## Beispiele
Die Ausmessung eines Zimmers ergibt die Länge 5 m, die Breite 4 m sowie die Höhe 2,80 m. Diese drei Werte sind die Primärdaten. Aus ihnen lassen sich durch Berechnung die Sekundärdaten Fläche mit 20 m² sowie Rauminhalt mit 56 m³ ableiten.
Ein Wissenschaftler misst im Labor den Druck eines Gases in einem abgeschlossenen Behälter bei unterschiedlichen Temperaturen. Primärdaten sind hier die Temperaturen und die gemessenen Drucke. Metadaten können Angabe des Messverfahrens, Zeitpunkt und Durchführender der Messung sein. Aus den primären Messwerten lassen sich naturwissenschaftliche Gesetzmäßigkeiten oder empirische Formeln zum Verhalten des Gases ableiten.
Ein Ärzteteam erhebt bei einer klinischen Studie Daten zur Wirkung eines Medikaments. Als Primärdaten fallen beispielsweise die Blutwerte der Probanden an. Auswertungen der Daten ermöglichen Aussagen zu Wirksamkeit und Sicherheit des Medikaments.
In der Digitalfotografie speichern Kameras häufig die von den Fotodioden des Bildsensors ausgelesenen Informationen im Rohdatenformat (RAW-Format). Somit liegen die primären Bilddaten unbearbeitet so vor wie sie der Sensor der Kamera erfasst hat. Als Metadaten speichert die Kamera zusätzliche Informationen wie z. B. Aufnahmedatum oder Aufnahmeort (GPS-Koordinaten). Bei der Bildbearbeitung werden die Rohdaten in der Kamera oder extern an einem Rechner entwickelt (beispielsweise hinsichtlich des Farbraums oder des Dynamikumfangs) und vom Fotografen interpretiert. Speicherung der bearbeiteten Bilder erfolgt häufig in einem komprimierten Format wie JPG.
Ein Meinungsforschungsinstitut ermittelt im Rahmen einer Wählerbefragung die Beliebtheit von politischen Parteien. Als Primärdaten fallen hier Angaben zu den befragten Personen (Alter, Geschlecht etc.) und die Antworten der Personen an. Auswertung und Interpretation der bei der Befragung anfallenden Primärdaten ermöglichen Prognosen zum möglichen Wahlergebnis.

## Schwierigkeiten
Primärdaten sind ungeprüfte Daten. Sie können mit Fehlern (z. B. Messfehler) verschiedenster Art behaftet sein. Ungeprüfte Nutzung kann zu falschen Schlussfolgerungen führen. Kritik an Primärdaten kann sich nur auf die Erhebungsmethodik oder auf die Sorgfalt der Erhebung beziehen.
In manchen Fällen – insbesondere bei komplexen Messungen mit computergesteuerten Geräten – gestaltet sich eine klare Trennung zwischen Primär- und Sekundärdaten oft schwierig, da die Elektronik oder die Software der Geräte bereits eine Aufbereitung (Vorverarbeitung) der Primärdaten vornehmen kann.

## Prüflabore im geregelten Bereich
Prüflabore sichern in vielen Bereichen die Qualität von Produkten und unterliegen daher je nach Typ des Labors und der zu prüfenden Produkte unterschiedlichen Regelungen bzw. Qualitätsmanagementnormen wie GLP, GMP oder ISO 9001. Alle diese Regelungen verwenden ähnliche Definitionen für Rohdaten wie die Folgende: „Die GLP-Grundsätze definieren Rohdaten als alle ursprünglichen Laboraufzeichnungen und Unterlagen, einschließlich der Daten, die durch ein Geräteinterface direkt in einen Computer gelangen, die als Ergebnis der ursprünglichen Beobachtungen oder Tätigkeiten bei einer Prüfung anfallen und die zur Rekonstruktion und Bewertung des Abschlussberichts dieser Prüfung erforderlich sind“.
Diese Definition zeigt, dass nicht nur die Daten, die bei einer Messung anfallen, sondern auch die Dokumentation der Tätigkeiten, die mit der Durchführung der Messung verbunden sind, Bestandteil der Rohdaten sind. Nur dann lässt sich die Messung rekonstruieren und die Auswertung der Daten nachprüfbar evaluieren.
EDV-Systeme, die in solchen Prüflaboren zur Erfassung, Verarbeitung, Speicherung und Archivierung von Rohdaten zum Einsatz kommen müssen validiert sein. Für die Archivierung der Rohdaten gelten je nach Qualitätssicherungssystem unterschiedliche Aufbewahrungsfristen.
Regelgerechte Dokumentation der bei den Prüfungen in einem Prüflabor angefallenen Rohdaten ermöglicht den Nachweis, dass ein Produkt den geforderten Qualitätsansprüchen entspricht und kann z. B. vor Schadenersatzforderungen schützen.

## Forschungslabore
Forschungslabore dokumentieren Planung, Durchführung und Auswertung von wissenschaftlichen Experimenten in Laborjournalen, wobei ähnliche Anforderungen wie bei Prüflaboren gelten. Somit können die Rohdaten später mit anderen Methoden oder von anderen Wissenschaftlern erneut ausgewertet werden.
Von der akribischen Dokumentation der Experimente und der bei den Messungen angefallenen Rohdaten kann die Anerkennung einer Erfindung oder eines Patents abhängen. Die Anforderungen an die Dokumentation und die Aufbewahrungsfristen für Rohdaten hängen von der Art des Labors und dem Zweck der Forschung ab. Sollen Erfindungen patentiert werden, so gelten länderspezifische Patentgesetze.

## Fotografie
Die Raw-Datei enthält die ungefilterten Bilddaten als digitales Negativ, wie der Kamerasensor sie erfasst hat. Das Foto kann aus der Raw-Datei jederzeit neu, unter anderen Gesichtspunkten entwickelt werden. Mit Hilfe der Raw-Datei kann ein Fotograf nachweisen, dass sein Foto nicht unzulässig retuschiert wurde.

## Sozialwissenschaften
Von Bedeutung wird die Unterscheidung zwischen Primär- und Sekundärdaten auch bei komplexeren Betrachtungen. So sind z. B. bei Messungen im sozialwissenschaftlichen Bereich die Primärdaten von den Sekundärdaten zu unterscheiden, weil die Erhebungsmethode (z. B. die Art der Frage bei einer Meinungsumfrage) für die Aussagekraft der abgeleiteten Daten erheblich werden kann. Durch Anonymisierung der Primärdaten können (absichtlich) Datenelemente verlorengehen, die die Auswertungsmöglichkeiten beschränken. Die Anonymisierung ermöglicht auch die Wahrung des Persönlichkeitsschutzes von Interviewpartnern.